# Calango (distrito)
O Calango é um dos dezesseis distritos que formam a Província de Cañete, situada em Departamento de Lima.

## Transporte
O distrito de Calango é servido pela seguinte rodovia:
- PE-22A, que liga o distrito de Chicla à cidade de Mala[2][3][4]